# 広島大橋
広島大橋（ひろしまおおはし）は、広島県の広島湾にかかる、国道31号バイパス（広島呉道路）を構成する道路橋である。1974年土木学会田中賞作品部門受賞。

## 概要
有料自動車専用橋であり、通行料金については広島呉道路の項を参照。広島呉道路と同様に西日本高速道路が維持管理している。
海田大橋と共に、広島湾を代表する風景であり、県内を代表する夜景スポットである。
1973年竣工。最大支間長は竣工当時日本最長であり、渡海橋としても日本最長であった。1974年5月29日、広島呉道路仁保インターチェンジから坂インターチェンジ（現坂北インターチェンジ）開通に伴い、この橋も開通した。
1990年東西方向に海田大橋が架橋され、その後ジャンクション工事を開始し完全一体化する形で4つのランプ橋を連結、2000年に仁保ジャンクションが全面開通した。2010年広島高速2号線供用開始と共に仁保インターチェンジは廃止した。

## 諸元
- 路線名 : 国道31号バイパス（E31 広島呉道路）
- 橋長 : 1,020m[3][1]
- 最大支間長 : 150m[3][1]
- 幅員 : 車道14m[1]
- 航路限界 : 30m[1]
- 上部工 : 連続鋼床版箱桁橋[3][1]
- 下部工 : 逆Ｔ式橋脚
- 基礎工 : オープンケーソン基礎[1]
- 設計 : 日本建設コンサルタント[3]
- 施工 : 横河ブリッジ・IHI・三菱重工業共同企業体[3]

## 参考資料
- “広島大橋”.   広島県観光サイト. 2014年7月14日閲覧。